# 葵交通
葵交通株式会社（あおいこうつう）は、東京都杉並区に本拠を置き、タクシー事業を運営する日本の企業。日産東京販売ホールディングス株式会社のグループ会社である。東京23区及び武蔵野・三鷹地区を中心に営業する。24年連続優良法人事業者「特別優良表彰会社」として表彰されている。『東京、タクシー物語』（フジテレビ）、ニュースウオッチ9（サタデーウオッチ9）などテレビ番組の制作・撮影協力も数多く手がけている。

## 概要
1951年（昭和26年）2月に隼交通株式会社として千代田区神田神保町に設立。資本金500万円。車両20台にて営業を開始。同年4月に徳川家の敷地に由来し葵交通株式会社に商号変更。5月、本社所在地を新宿区水道町に移転。1959年（昭和34年）12月、本社所在地を杉並区和田に移転。
タクシー64台を保有（2024年4月現在）。『東京無線協同組合』グループに加盟し、東京23区及び武蔵野・三鷹地区を中心に営業を行う。全車両に、最新機器を導入し、交通系IC（Suica・PASMO）決済・QRコード決済・クレジット決済機能を搭載し、新型セレナe-PowerはじめUD車（車イスで乗車）を積極的に導入。コンプライアンス重視の経営方針を一貫し、運輸安全マネジメント推進を行い、東京タクシーセンターによる接客・サービス・安全運行・経営姿勢の評価で24年連続優良法人事業者「特別優良表彰会社」として表彰されているほか、全国のタクシー・ハイヤー会社で7社しか認定されていない国土交通省指定の働きやすい職場認証制度「三ツ星」を取得。

### 特徴
未経験者を敢えて採用し、二種免許の取得から2カ月の研修や6カ月の1対1の相談員制度など乗務員育成体制を敷き、乗務中に実際に起きた良い例・悪い例の共有を徹底的に行う。全車両に前方のドライブレコーダーと車内を映すレコーダーを標準装備し、収集された事例は、記録する証拠としてだけでなく、乗務員同士で共有することで突発事故に対処する教材として有効活用されている。
新型コロナ禍の際は客が激減し赤字となった2021-2022年末には、160名の全乗務員に年越し手当を特別支給。これにより乗務員の、結束力の強化・モチベーション維持につなげた。翌月の希望休日を全員に募り、各自に最適な出勤計画を立てるなどワークライフバランスの施策を行い、女性でも働きやすい職場環境作りを実現、乗務員の定着率の高さを実現させた。タクシー業界の平均賃金は年収で363万円だが葵交通では500万円となっており、68歳で月126万円を売り上げた運転手もいる。
ライドシェアに関しては、同社は現状では運行の安全性の確保の問題から慎重な立場をとっている。

## 沿革
- 1951年（昭和26年）
  - 2月 - 隼交通株式会社設立（千代田区神田神保町2-40）。資本金500万円。車両20台にて営業開始。
  - 4月 - 葵交通株式会社に商号変更。
  - 5月 - 本社所在地を新宿区水道町33番地に移転。
- 1955年（昭和30年） 
  - 8月、東証一部上場の東京日産の関係会社となる。
  - 12月、本社所在地を新宿区下落合3-1933に移転。
- 1959年（昭和34年） -  12月、本社所在地を杉並区和田1-19-9に移転。
- 2011年（平成23年） -  4月、日産東京販売ホールディングス関係会社になる。
- 2019年（令和元年） -  10月、労使でホワイト経営見える化検討委員会設立(東京海上日動)。
- 2020年（令和2年） 
  - 2月、無理をさせない累進歩合階段式を採用し、積算歩合へ就業規則改定。出勤日を機械的に組まず希望日で設定する。
  - 4月、乗務員全員の手数料負担を廃止し労使で賃金規定明確化。
  - 12月、新型コロナ禍にあり、乗務員全員に見舞金を支給。
- 2021年（令和3年） -  4月2日、国土交通省の働きやすい職場認証制度取得[12]。
- 2022年（令和4年）   
  - 4月、東証スタンダード上場日産東京販売ホールディングス関係会社になる。
  - 11月、タクシー運賃改定により大幅に営業収入増。採用強化･女性活躍。
- 2023年 （令和5年） -  2月、働きやすい職場認証（「運転者職場環境良好度認証制度」）「二つ星」獲得。
- 2024年 （令和6年）
  - 2月、働きやすい職場認証（「運転者職場環境良好度認証制度」）「三つ星」獲得[7]。
  - 5月、本社所在地を杉並区宮前4-30-1に移転。
  - 10月、24年連続で東京タクシーセンター優良法人事業者「特別優良表彰会社」表彰[1]。
  - 10月1日、井川勝利代表取締役に代わり田中秀和取締役会長が代表取締役に就任[13]。
  - 10月28日、NHKニュースウオッチ9（サタデーウオッチ9）の、カスタマーハラスメントに関する東京都の各業界向けの共通マニュアル制作に関するテレビ番組制作に協力[5]。

以上

## 使用車種

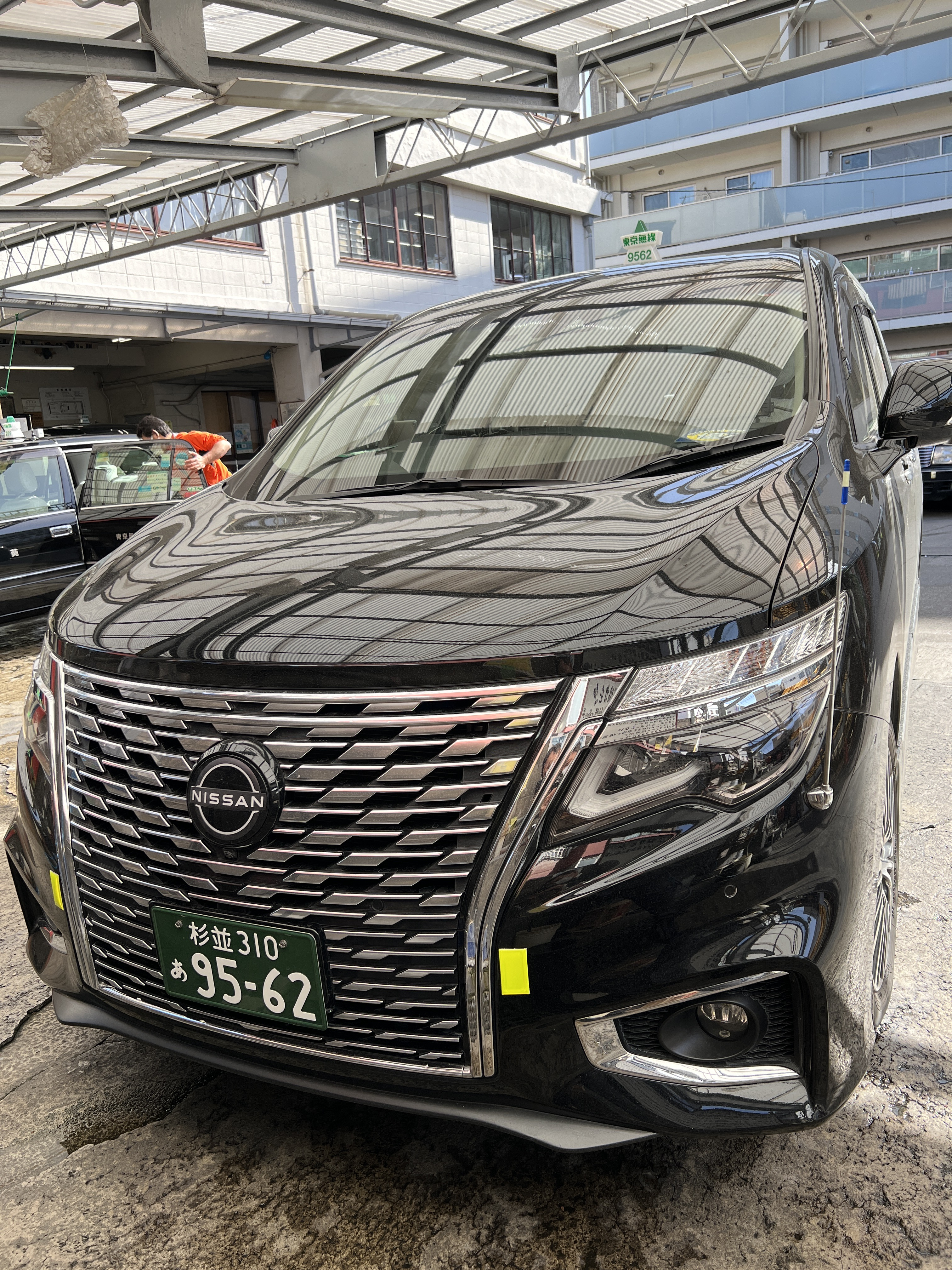
NISSAN Elgrand Highway Star E52 2023年式
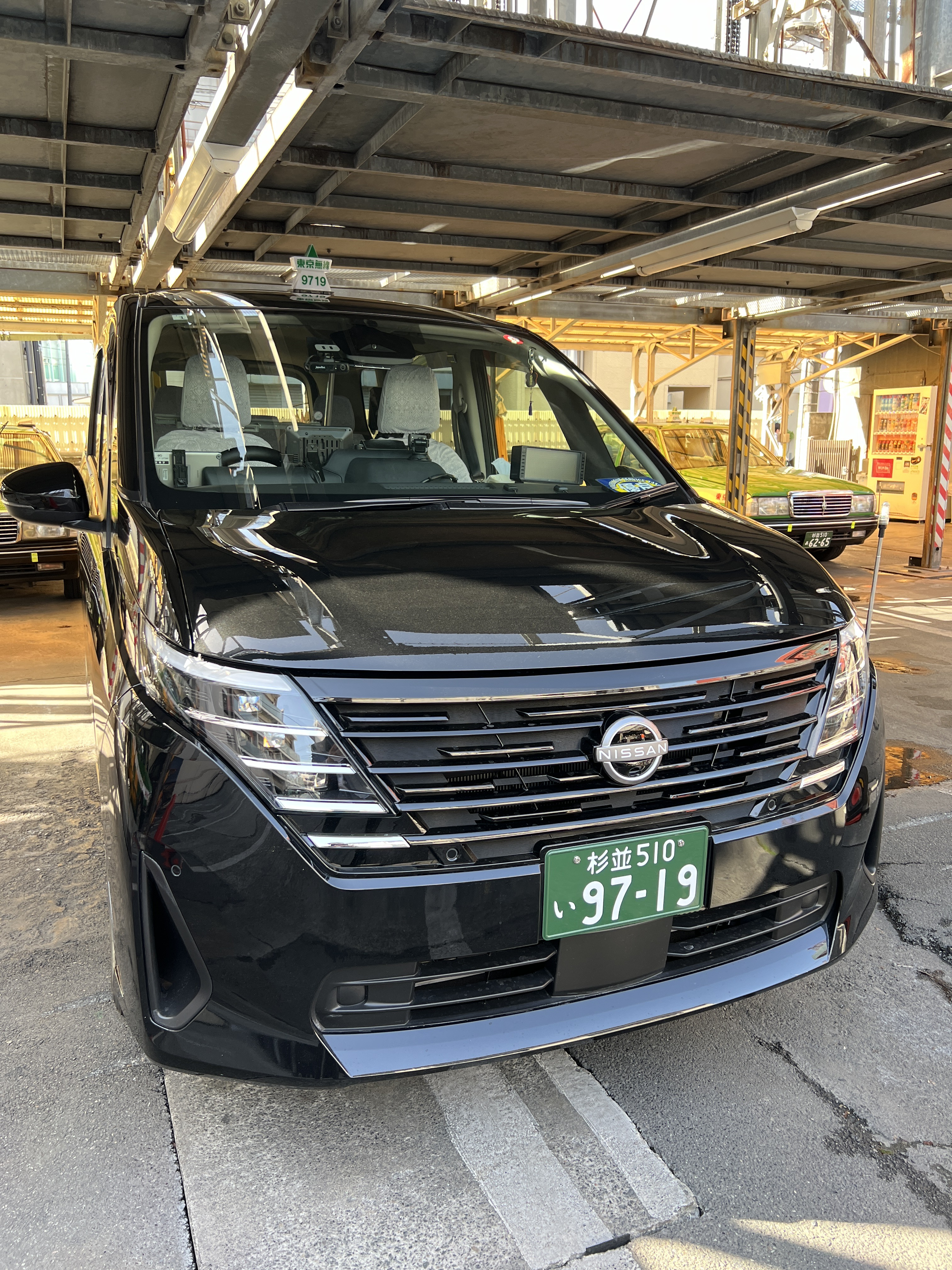
NISSAN SERENA e-P ower C28 2023年式
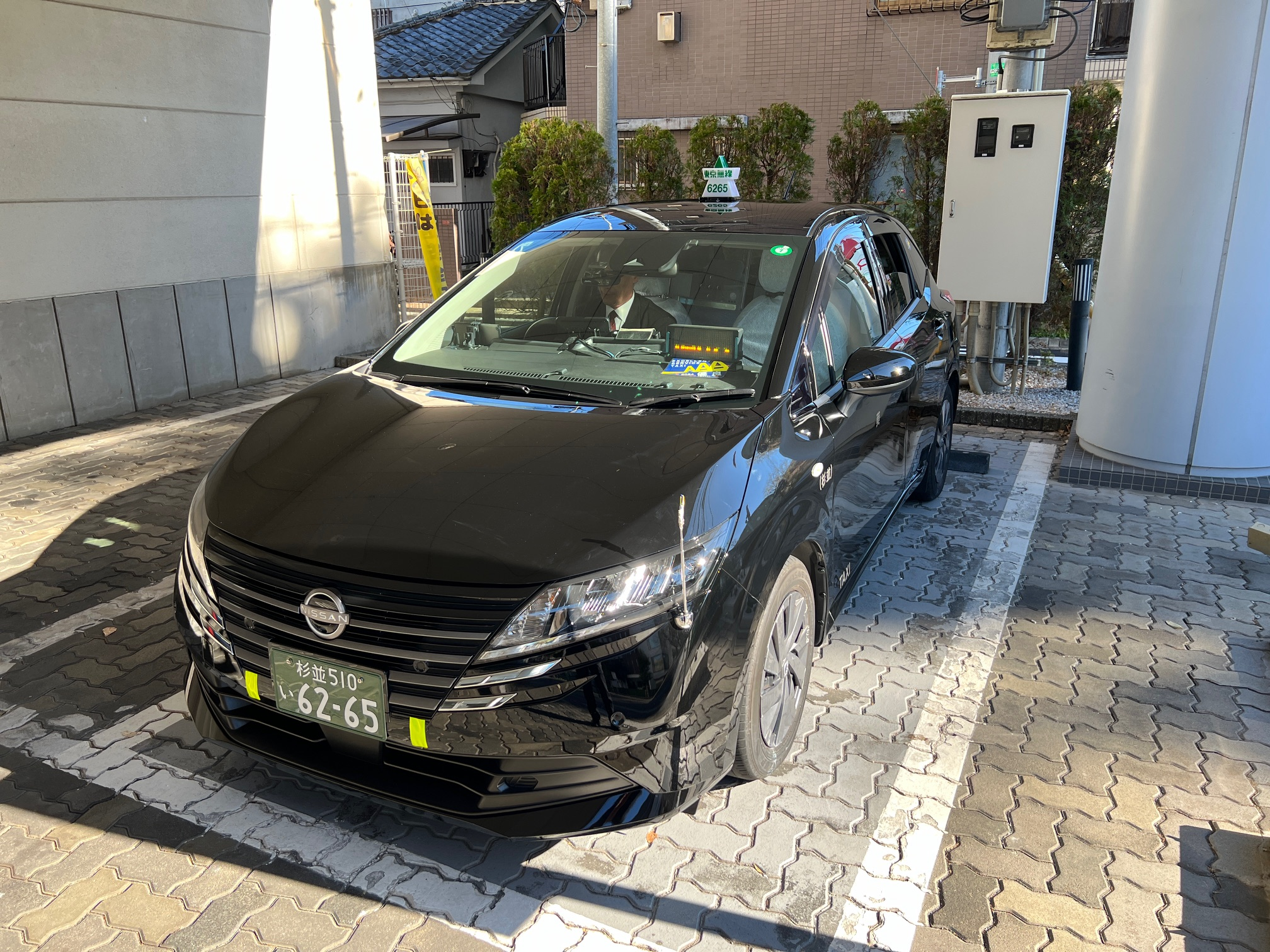
NISSAN NOTE e-POWER 2024年式

## マスメディア

### 報道番組
- 『モーニングこんぱす』（千葉テレビ、2022年2月24日）
- 『おはよう日本』（NHK、2021年7月18日、2022年9月27日）[2][9][14]
- 『ニュース7』（NHK、2022年12月5日）[6]
- 『ニュースウオッチ9』（NHK、2023年4月20日、5月12日）[6]
- 『ワールドビジネスサテライト』（2022年8月18日、2023年11月17日、テレビ東京）
- 『グッド‼モーニング』（2023年12月21日、テレビ朝日）[10]
- 『羽鳥慎一モーニングショー』（2023年12月26日、テレビ朝日）

その他

### 制作協力
- 『マイ・セカンド・アオハル』(TBS)[2]
- 『アトムの童』(TBS)[2]
- 『日曜の夜ぐらいは』(テレビ朝日)[2]
- 『東京、タクシー物語』（フジテレビ、2021年5月6日）[4][15]